# Paul Touvier
Paul Claude Marie Touvier (Saint-Vincent-sur-Jabron, 3 april 1915 – Fresnes, 17 juli 1996) was een Franse collaborateur tijdens de Tweede Wereldoorlog. Hij was in 1994 de eerste Fransman die voor misdaden tegen de menselijkheid werd veroordeeld.

## Vroege leven
Zijn familie was devoot Rooms-katholiek, zeer conservatief. Hij was een van elf kinderen, en de oudste van de vijf jongens. Touvier diende als misdienaar en zat een jaar op een seminarie, met de bedoeling om priester te worden.
Touviers moeder Eugénie was een wees die werd opgevoed door nonnen en erg religieus. Ze stierf toen Touvier een tiener was. Zijn vader, François Touvier, was een belastinginner in Chambéry, na 19 jaar in het Franse leger te hebben gediend, en was fel gekant tegen de antiklerikale wetgeving, uitgevaardigd door de Derde Republiek. Hij was een aanhanger van de extreemrechtse, monarchistische Action Française van Charles Maurras. 
Touvier studeerde op 16-jarige leeftijd af aan de nstitution Saint-François-de-Sales in Chambéry. Toen hij 21 werd, kreeg hij dankzij zijn vader een baan als bediende bij het plaatselijke treinstation, waar hij bleef werken toen de Tweede Wereldoorlog begon. HIj werd toen lid van de rechts-nationalistische Parti Social Français. 
Nadat de Vichy-regering werd opgericht, werden Touvier en zijn gezin stevige aanhangers van maarschalk Pétain. Beiden traden bij de oprichting toe tot de groep van de Vichy-veteranen.

## Oorlogsjaren en oorlogsmisdaden
Touvier werd in 1939 gemobiliseerd en deed dienst de 8e Infanteriedivisie van het Franse leger. Hij vocht in eerste instantie tegen de Duitse Wehrmacht, totdat hij deserteerde na het bombardement van Château-Thierry.
Na de wapenstilstand van 1940 keerde Touvier terug naar Chambéry. Hij werd er actief in het Légion française des combattants, een organisatie van oud-strijders die een steunpilaar vormde van het Vichy-regime. Hij werkte voor de ordedienst van het legioen, waaruit in 1943 de Milice française ontstond, een paramilitaire organisatie die nauw met de Duitse bezetter collaboreerde.
Touvier voegde zich bij de tweede dienst van de Milice in Chambéry, die informatie verzamelde. Hier ontdekte hij dat hij erg goed was in het ordenen van documenten en het rekruteren van informanten, alsook het volgen van verdachten. Hierdoor viel hij op bij inspecteurs van Vichy, die hem in september 1943 naar Lyon stuurden om daar regionaal directeur te worden. Lyon was het middelpunt van zowel het Franse verzet als de Gestapo, waarvan de sectie 4, onder leiding van Klaus Barbie, en sectie 6, onder leiding van August Moritz, voorbeelden waren in hun streven naar het zoeken van verzetsleden en joden. Beide kantoren maakte ruim gebruik van de Milice bij de uitvoering van hun activiteiten. Touvier vond dat zijn baan niet alleen het verzamelen van informatie was, en nam ook deel aan arrestaties en andere acties.
In december 1943 deden Touvier en zijn mannen, op initiatief van de Gestapo, een inval in een synagoge, waar een aantal Joodse vluchtelingen waren ondergedoken. Ze vonden alleen de vrouw van een conciërge en arresteerden haar in het bijzijn van hun dochter. De ouders werden naar Auschwitz gedeporteerd en overleefden daar niet.
Touvier wordt ook in verband gebracht met de moord op Victor Basch en zijn echtgenote, op 11 januari 1944. Hoewel de documenten laten zien dat hij niet aanwezig was toen het misdrijf is gepleegd, wordt Touvier wel verantwoordelijk geacht, vanwege de commandostructuur. Basch was voorzitter van de Liga van de Rechten van de Mens (de belangrijkste Franse groep voor burgerrechten). Hij was 80, en zijn vrouw was 75. De twee werden gearresteerd in hun huis bij een gecombineerde Milice-Gestapo operatie, meegenomen naar een plek aan de oever van de rivier de Rhône en doodgeschoten.
In april 1944 leidde Touvier een inval buiten Lyon, op het beursterrein in het centrum van Montmelian, 16 km van Chambéry, waar 57 Spaanse vluchtelingen werden opgepakt en naar de kampen werden gedeporteerd. Slechts negen kwamen daarvan terug, van wie er drie later Touvier hebben geïdentificeerd.
Op 29 juni 1944 vermoordde Touvier zeven joodse gijzelaars in Rillieux-la-Pape in de buurt van Lyon. Dit was een vergelding voor de moord op Philippe Henriot, de staatssecretaris  voor Voorlichting en Propaganda in de Vichy-regering, de avond ervoor. Na zijn arrestatie in 1989, gaf Touvier zijn betrokkenheid bij het bloedbad toe. Hij beweerde echter dat Klaus Barbie oorspronkelijk 30 Joden had geëist als vergelding voor de moord op Henriot. Touvier zou hebben onderhandeld om het aantal omlaag te brengen naar 7. Bij zijn proces in 1994 getuigde Touvier: "Aan het einde heb ik geprobeerd om een andere oplossing te vinden, om het aantal slachtoffers van 30 te verlagen. Ik zei dat we beter zeven per keer moesten doen. Ik heb deze catastrofe niet kunnen voorkomen. Maar ik heb hierdoor wel 23 mensenlevens kunnen sparen".

## Vlucht en onderduiking voor vervolging
Na de bevrijding van Frankrijk door de geallieerde troepen, dook Touvier meteen onder. Hij ontsnapte aan de standrechtelijke executie die voor vele verdachte collaborateurs gold. Op 10 september 1946 veroordeelde de Franse Staat hem bij verstek ter dood, wegens verraad en samenspanning met de nazi's.
Touvier wist dat hij niet in de regio van Lyon kon blijven, dus ging hij naar Montpellier, in het zuiden van Frankrijk, kocht een pension en bleef daar tot 1946. Om nog onverklaarbare redenen verkocht hij de woning en ging hij naar Parijs, waar hij zich aansloot bij andere gezochte collaborateurs, die betrokken waren bij diverse illegale activiteiten. Ze maakten illegale chocolade, die ze vanuit koffers aan snoepwinkels verkochten. Ze maakten valse facturen. "Soms waren we dagen bezig met het vouwen en uitvouwen van facturen, zodat ze er niet nieuw uitzagen," zei Touvier later. Ze stalen een auto en leidden een belastingkantoor in het midden van Parijs. "Ik ging naar een priester", zei Touvier, "die me vertelde dat ik recht had op het geld van de staat om mijn familie te voeden. Dat was de psychologie van de periode".
Dankzij familie ontmoette hij Monique Berthet, een jonge vrouw bij wie hij woonde. Ze werkte in een bakkerij die Touvier van plan was te beroven. "Het zou een makkelijke overval zijn" zei hij. "We wilden niet alleen het geld, maar ook de broodbonnen hebben", aangezien rantsoenering nog steeds van kracht was. Maar er was een politie-informant in de groep van Touvier, en voordat hij de bakker kon overvallen, werd hij in juli 1947 gearresteerd.
Tegen die tijd was Touvier al twee keer bij verstek veroordeeld wegens oorlogsmisdaden en tweemaal ter dood veroordeeld (in Lyon op 10 september 1946, en in Chambéry op 4 maart 1947).
Touvier wist dat de politie van Parijs hem zou overdragen aan Lyon, waar zijn straf naar alle waarschijnlijkheid zou worden uitgevoerd. Op 9 juli 1947 ontsnapte hij. Dwalend door de straten van Parijs, niet wetend waar te gaan, stapte Touvier bij de eerste kerk die hij zag naar binnen, Saint-Francois-Xavier, en vertelde de pastoor dat hij een opgejaagd man was. De priester, Pierre Duben, was met hem begaan en bood hem onderdak. Een paar dagen later voegde Monique Berthet zich bij hem en alhoewel ze geen vergunning hadden verkregen voor een burgerlijk huwelijk, trouwde priester Duben hen voor de kerk en bood ze onderdak aan in een klooster.
Begin 1957 begon monseigneur Charles Duquaire, secretaris van de aartsbisschop van Lyon, met het verzamelen van informatie en het bepleiten van een pardon voor Paul Touvier.
In 1967 was de doodsvonnis van Touvier verjaard op basis van een verjaringstermijn van 20 jaar. Touvier gaf er echter de voorkeur aan om ondergedoken te blijven, in afwachting van zijn gehoopte pardon. De verjaringstermijn had echter geen invloed op secundaire straffen, opgelegd door de wet, die het verlies van rechten als burger, de confiscatie van eigendommen en levenslange verbanning uit het gebied waar de misdaden zijn gepleegd. Voor Touvier betekende dit dat hij niet met zijn vrouw en kinderen in Chambéry kon leven, dat hij als thuis zag. Ook kon hij geen eigendommen van zijn vader erven, en hij kon wettelijk niet trouwen met zijn vrouw of zijn kinderen zijn achternaam geven. Hij was dan weliswaar ontsnapt aan vervolging, maar hij was nog steeds persona non grata.
In december 1969 werd een dossier van monseigneur Duquaire, met een vijf uur durend opgenomen interview met een voortvluchtige Touvier, overgedragen aan de gratie-commissie.
In januari 1970 werd door de minister van Justitie aan Jacques Delarue (expert op het gebied van de bezetting tijdens de Tweede Wereldoorlog en een commissaris van de gerechtelijke politie) gevraagd om het pardonverzoek te onderzoeken en te praten met de mensen die getuigenisbrieven hadden geschreven. Het verslag van Delarue concludeerde, dat een pardon voor Touvier publieke verontwaardiging zou uitlokken.
In november 1971 verleende de Franse President Georges Pompidou echter toch gratie aan Touvier, tot ontsteltenis van Delarue. Pompidou zei: "Dit is een oud verhaal, ik teken wel". De vergiffenis van president Pompidou veroorzaakte publieke verontwaardiging, vooral bij veteranen van het Franse verzet, de natie en de Joodse gemeenschap.
Op 3 juli 1973 diende Georges Glaeser bij de rechtbank van Lyon een klacht in tegen Touvier, wegens misdaden tegen de menselijkheid. Hier was geen verjaringstermijn voor. Glaeser beschuldigde Touvier van het bloedbad in 1944 in Rillieux-la-Pape. Na te zijn aangeklaagd, verdween Touvier en dook weer onder. Gedurende de daarop volgende tien jaar keerde hij terug naar het klooster. Uit documenten die zijn gevonden door de Gendarmerie (die hem later arresteerde), bleek dat hij in meer dan 20 religieuze gemeenschappen had verbleven. Tijdens zijn verblijf in deze gemeenschappen werd Touvier geholpen door een aantal goedgelovige, niet politiek gezinde priesters. Zodra hij werd aangeklaagd voor misdaden tegen de menselijkheid, werd Touvier een schande voor de kerk, die plotseling werd gezien als de handlanger van een oorlogsmisdadiger. De publiciteit was zo schadelijk dat het bisdom van Lyon een verklaring naar buiten bracht, om aan te geven dat monseigneur Duquaire geheel op eigen initiatief had gehandeld.
Op 27 november 1981 volgde een arrestatiebevel voor Touvier.

## Arrestatie en berechting
In 1988 gaf onderzoeksrechter Claude Grellier aan luitenant-kolonel Jean-Louis Recordon van de gendarmerie de opdracht Paul Touvier op te sporen en te arresteren. Na een reeks van telefoontaps en overvallen op traditionele katholieke religieuze gemeenschappen en sympathisanten, werd Recordon getipt dat Touvier verborgen werd gehouden in een priorij van de Priesterbroederschap Sint Pius X in Nice.
Op 24 mei 1989, kon Recordon met een huiszoekingsbevel de priorij doorzoeken. Hij begon op de tweede verdieping, waar de kamers van de monniken zich bevonden. In een van de kamers stond een kleine, ouderere man in pyjama met een getekend gezicht en dun grijs-blond haar, die zei: "Ik denk dat u mij zoekt, ik ben Paul Touvier". Uit een ander vertrek kwamen zijn vrouw en zijn twee kinderen, Pierre en Chantal, die bij hun vader waren gebleven.
Touvier werd in juli 1991 voorlopige invrijheidstelling toegekend, tot zijn proces wegens misdaden tegen de mensheid, dat pas op 17 maart 1994 begon. Op dit proces zat er naast Touvier, aan de tafel van de verdediging, een traditionalistische katholieke priester van de Priesterbroederschap Sint Pius X, als zijn geestelijk adviseur. Touvier uitte berouw voor zijn daden, door tegen de jury te zeggen: "Ik heb nooit de slachtoffers vergeten van Rillieux. Ik denk elke dag aan hen, elke nacht".
Op 20 april 1994, bevond de jury hem schuldig en werd hij veroordeeld tot een levenslange gevangenisstraf wegens de moord op de zeven Joden in Rillieux-la-Pape. Zijn kinderen dienden in 1995 een verzoek tot gratie in bij de toenmalige Franse president Jacques Chirac op grond van het feit dat Touvier stervende was en aan kanker leed. Dit verzoek werd afgewezen.

## Dood
Touvier overleed in 1996 op 81-jarige leeftijd in het gevangenisziekenhuis van Fresnes, vlak bij Parijs, aan prostaatkanker. Kort voor zijn dood kreeg hij toestemming voor de burgerlijke stand te trouwen met zijn partner Monique Berthet, met wie hij in 1947 reeds een kerkelijk huwelijk had gesloten. Hierdoor kon zijn vrouw zijn wettige erfgename worden.